# معادله هندرسون–هاسلبالخ
معادله هندرسون–هاسلبالخ(به انگلیسی: Henderson–Hasselbalch equation) معادله ایست در شیمی اسید ها و بازها که بر اساس آن می توان پی اچ (pH) یک محلول را با داشتن ثابت تفکیک اسیدی، تخمین زد.این معادله در سیستم های شیمیایی و بیولوژیکی کاربرد دارد و برای تخمین پی اچ محلول های بافر و محاسبه نقطه ایزوالکتریک به کار می رود.

## تعریف معادله
معادله هندرسون–هاسلبالخ به صورت زیر تعریف می شود:
{\displaystyle {\textrm {pH}}={\textrm {pK}}_{a}+\log _{10}\left({\frac {[{\textrm {A}}^{-}]}{[{\textrm {HA}}]}}\right)}
در این رابطه [HA] غلظت مولی اسید نامحلول ضعیف، [A⁻] غلظت باز مزدوج این اسید و {\displaystyle {\textrm {pK}}_{a}} عبارت است از {\displaystyle -\log(K_{a})} که در آن {\displaystyle K_{a}} ثابت تفکیک اسیدی است.
این معادله نخستین بار توسط دو شیمیدان به نام های لورنس ژوزف هندرسون و کارل آلبرت هاسلبالخ ارائه شد.